# 車両限界

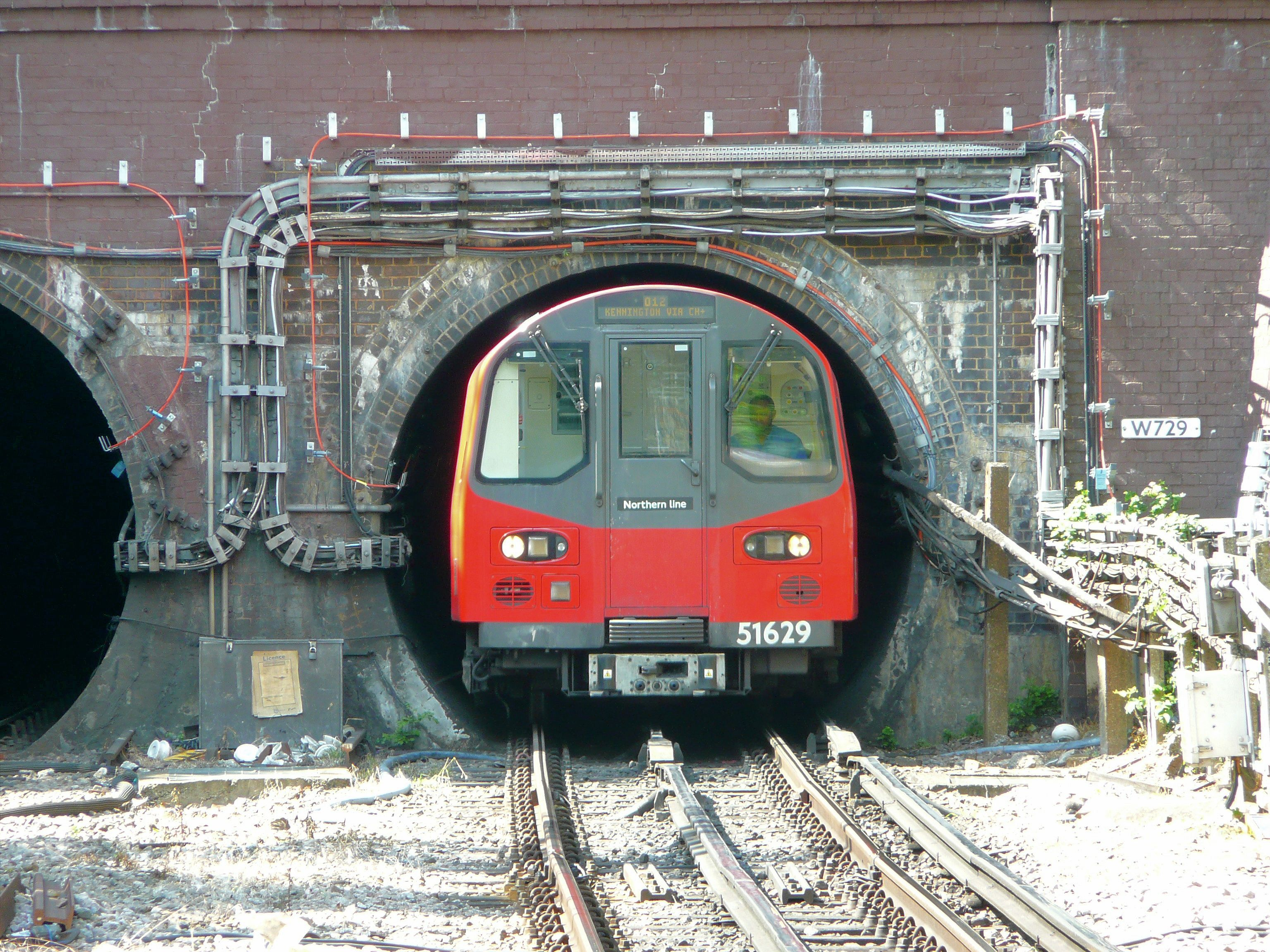
トンネルの大きさが列車の最大寸法を決定している例

車両限界（しゃりょうげんかい）とは、全ての鉄道車両や自動車が従わなければならない、車体断面の大きさの限界範囲のことである。

## 総説
車両限界はしばしば最大の幅と高さのことであると考えられがちであるが、実際にはトンネルや橋、鉄道の場合であれば第三軌条やプラットホーム、信号設備、ラック式鉄道のラックなどの高さや位置、形などに応じて、多くの要素に対して大きさが決められている複雑な形状が定められている。
なお、輪軸の幅以内のフランジやラックレール用のドライブピニオンの出っ張り（車体下端より下になる）、開き戸・あおり戸・雪かき装置・クレーンのように走行中折りたためる機器（屋根上の集電装置を除く）がある場合は折りたたんだ時点の大きさが車両限界以内であればよく（広げたまま走行は原則できない）、パンタグラフなどの集電装置は走行時に伸ばして使用している場合でも車両限界に含めず、日本の例でいうと1929年（昭和4年）に制定された車両限界では車体高は4,100 mmだが、集電機器上端は5,650 mmの高さまで許容された。また、車体幅の限界は3,000 mmだが車体側面から標識の突出分を含んだ幅（高さ1,880 - 3,150 mmの間のみ認められる）は3,200mmまで認められた。
国によって車両限界は異なっており、同じ国の中でも鉄道事業者や路線によって異なっている。地下鉄は、一般的な鉄道に比べて小さなトンネル断面を許容して建設費を抑えるため、小さな車両限界を採用することが多い。その場合、地下鉄の車両は地上の線路を走行できても、その逆はできないことになる。
専門家は、単なる静的な車両の形状だけではなく、サスペンションスプリングの伸び縮みやカーブでの車体の内外へのはみ出し（偏倚〈へんい〉という）、車体の動揺・振動など、車両の動的な動きを考慮することが普通である。
車両側の最大断面範囲を決定するのが車両限界であるのに対して、周辺の建物や構造物の最小断面範囲を決定するのが建築限界である。車両限界と建築限界の間には、前述の車両の動的な動きを考慮し、さらに工学的な余裕を含めたクリアランス（隙間）が必要となる。

## プラットホームの高さと列車の床の高さ
プラットホームの高さと列車の床の高さの違いは、車両限界と建築限界の間で問題が表れる典型的な点である。高さの違いは、旅客の安全と列車運行の効率に大きな影響を与える。ステップが取り付けられていると旅客の乗降に時間がかかる。車両限界と建築限界に大きな差があると、ホームと列車の間に隙間ができ、これも旅客の乗降に影響を与える。異なる車両限界・床面高さの車両が同じホームを使う場合、特に問題は大きくなる。

## 軍事上の制限
軍事においては鉄道輸送は重要な問題であるため、戦車や重火器など重装備は車両限界の範囲に収まるように設計されなければならないという問題をかかえる。
車両限界を越える場合には分解した状態で輸送されることもある。ティーガーI重戦車のように車両限界のために鉄道輸送時には転輪を外して履帯を幅の狭い輸送用の物に交換するといった対策が取られることもあった。かつて陸上自衛隊では有事の際に鉄道による輸送を想定していたため、61式戦車には横幅3メートル以下が要求されていた。
戦争では鉄道が敵の攻撃目標となることも多く、現代では道路事情の改善と航空機（輸送機）の発達により、多くの先進国では鉄道輸送を考慮しない車両が多い。

## 鉄道の車両限界

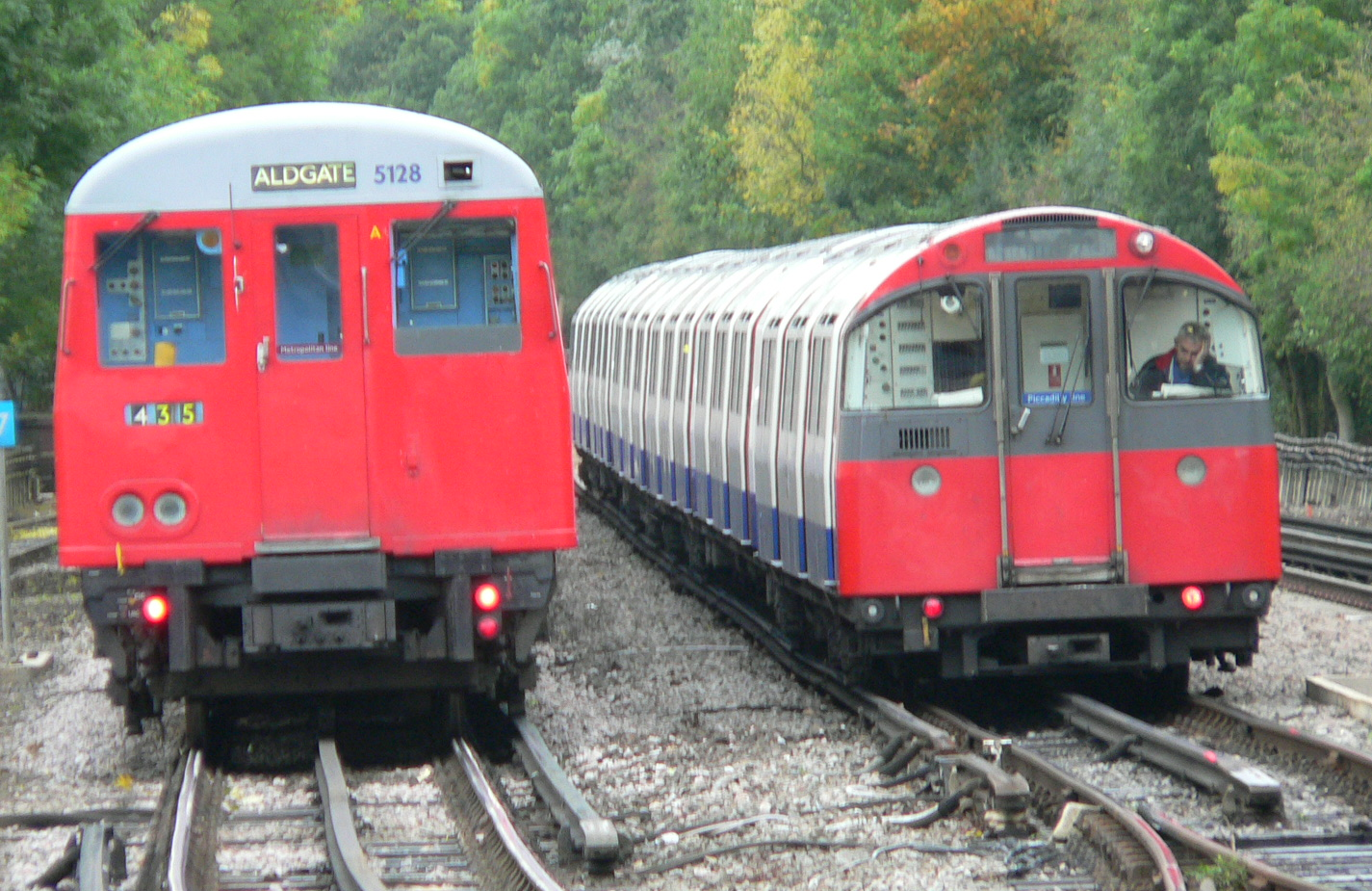
路線によって異なる車両限界を採用している例。ロンドン地下鉄では2種類の車両限界の車両を使用している。左のメトロポリタン線の列車が右のピカデリー線の列車とレイナーズレーン駅ですれ違っている様子

車両限界は世界各国で異なっている。標準軌の鉄道で最も小さな車両限界はロンドン地下鉄のチューブで使われているもので、最も大きな車両限界は英仏海峡トンネルで使われているものである。
鉄道の発祥の地、イギリスの主要路線では、初期の技術者が将来大きく長い車両が必要とされることを予測できず、また、初期には鉄道施設を建設するために大きな技術的困難に直面したため、車両限界はかなり小さなものとなっている。ヨーロッパ大陸では多くの路線でベルン・ゲージ（Berne gauge）で定められた大きめの車両限界に沿っている。北アメリカではこれよりもさらに大きく、海上コンテナの二段積みが可能なダブルスタックカーも見られる（後述）。
ロシア（旧ソビエト連邦諸国・フィンランドを含む）やインド、パキスタンの車両限界は世界で最も大きい。
このほか、スカンジナビア半島の他の国はヨーロッパ大陸と北アメリカの、ギリシャや中国、英仏海峡トンネルは北アメリカとロシアの中間である。

### 国際鉄道連合規格
国際鉄道連合 (UIC) はA、B、B+、Cの一連の車両限界の標準規格を定めている。
UIC A限界
UIC標準の中でもっとも小さい（PPI限界より少し大きい）。最大寸法は幅3.15 m×高さ4.32 mである。
UIC B限界
フランスのTGVの多くの路線がUIC B限界を採用している。最大寸法は幅3.15 m×高さ4.32 mである。
UIC B+限界
フランスにおける新しい区間はUIC B+限界を採用している。
UIC C限界
中央ヨーロッパの限界である。ドイツやその他の中央ヨーロッパの国の鉄道網はUIC C限界を採用しており、
またスカンディナヴィア諸国からの列車がドイツの駅に直通できるようにするため、幅を少し広げてあることもある。最大寸法は幅3.15 m×高さ4.65 mである。

### 日本

日本の主な車両限界

車両限界という用語は、鉄道に関する技術上の基準を定める省令（平成13年12月25日国土交通省令第151号）第64条にある。設定目的は、車両が線路上を安全に走行できるためにその幅、高さ等の数値を制限することである。具体的な数値は、その線路を走行する車両の構造や軌道構造によって異なり、鉄道事業者によっては路線ごとに異なる車両限界を設定することもある。
例として、JRの新幹線と在来線、東京地下鉄（東京メトロ）の銀座線と半蔵門線などが挙げられる。
JR在来線は一部を除き狭軌を採用しているが、ヨーロッパの標準軌鉄道と比べても遜色のない車両限界を採用しており、最大幅は3,000 mm、最大高は4,100 mmとなっている。新幹線においては、最大幅は3,400 mm、最大高は4,500 mmとなっている。
私鉄・民鉄では、古くから貨物輸送を行ってきた会社では鉄道省や日本国有鉄道（国鉄）との貨車のやり取りの関係などで鉄道建設規程または地方鉄道法の建設規程に準拠としていることが多く、一方で関西私鉄などを中心に、路面電車から都市間電気鉄道（インターアーバン）へ発展した関係から、標準軌を採用しているにもかかわらず地方鉄道建設規程よりも車両限界が小さい例や、地方鉄道建設規程ともJR在来線が採用する普通鉄道構造規則とも異なる独自の車両限界（大阪市交通局の第三軌条電化線区、新京阪鉄道由来の阪急電鉄京都線系統各線など）を必要に応じて制定・採用した事例が存在する。
逆に地方鉄道法（並びにその前身の軽便鉄道法）による鉄道でも問題がない場合は特例で車両が地方鉄道法規定より大きくても認められた。
また、現実には車両限界を広げた際に何らかの理由で古い時代の小さい車両限界から改築できなかった路線もあったため、国鉄では大正9年（1920年）に大形客車を基準にした車両限界の車両が進入できない路線用に「縮小車両限界」というものが設けられ、幅2,950 mm（車体幅はいずれもこの数値だが、足回りの幅が各種ごとにやや異なる）・高さ4,020 mmという条件で基本の第1種、足回り幅に少し余裕があり、集電装置は高さ4,250 mmまで考慮の第2種、第1種の電気機関車版の第3種と、第1種適応以外の貨車用のさらに小さい「前々規定車両限界（幅2,743 mm・高さ3,886 mm）」が存在していた他、JRにおいても、高尾以西の中央本線や身延線、観音寺以西の予讃線のように、断面の小さな古いトンネルを活かして電化したため、天地方向の車両限界が他線よりも小さく、入線可能な車両に制約のある場合も存在する。

### 東アジア諸国
日本と台湾の在来線以外の東アジア諸国、中国、朝鮮民主主義人民共和国（北朝鮮）、大韓民国では、主要幹線で最大幅3,400 mm、最大高さ4,500 mmとなっている。これは新幹線と同じ値である。

### ヨーロッパ大陸

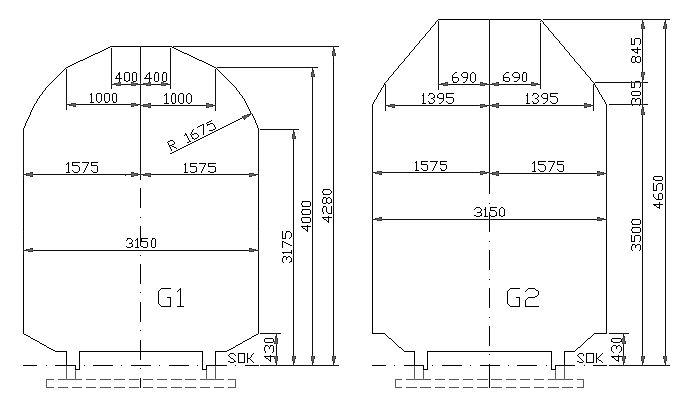
ドイツの車両限界を示した図

ヨーロッパでは、UIC指令はERA相互運用性に関する技術仕様 (ERA Technical Specifications for Interoperability, TSI) で置き換えられている。TSIは欧州連合が2002年に発行したもので、欧州鉄道機関の相互運用性のための多くの推奨基準を示している。TSI鉄道車両 (2002/735/EC) はUICの動的な限界の定義を置き換えており、GA限界、GB限界（どちらも高さ4.35 m、形が異なる）、GC限界（高さ4.7 m、幅3.08 mの平坦な屋根を持つ）の参考限界を定義している。
GB+限界の定義は、ISOコンテナとそれを搭載したトレーラーを輸送する汎ヨーロッパ貨物網を造る計画を参照したものである。このピギーバック輸送の列車は、B限界の上部を平坦にしたものを通過することができるので、大陸ヨーロッパで広く使われているB限界にわずかな変更を加えるだけで適用できる。イギリス諸島では、GB+限界を適用できるように拡張するように改築が行われているところがあり、最初にこれが適用されたのは英仏海峡トンネルである。

### イギリス
イギリスは私鉄未統合時代が長かったので鉄道会社ごとに車両限界が異なっていたが、一般的なものが最大幅が9フィート（2,793 mm）、最大高さが13フィートから13フィート1インチ（3,962 - 3,988 mm）のものであった（大手では広軌を使っていたグレート・ウェスタン鉄道のみ、最大幅2,946 m・最大高さ4,110 mmと大きかった）。
現在鉄道を統合するネットワーク・レールでは、車両限界をWで始まる記号で表している。もっとも小さいW6Aに始まり、W7、W8、W9、W9Plus、W10、W11、最大のW12までの8種類である。これに加えて、C1限界が客車用、UK1限界が高速鉄道用に用意されている。また機関車用の限界もある。輸送可能なコンテナの大きさは、コンテナ自体の大きさと車両の設計の両方に依存する。
W6a限界
イギリスの鉄道網の大半はこの限界を満たしている。
W8限界
8フィート6インチ (2.6 m) の高さがあるコンテナを標準の貨車に載せて運べる限界である。
W9限界
9フィート6インチ (2.9 m) の高さがあるハイキューブコンテナを"Megafret"という低床設計の貨車に載せて運ぶことができる限界である。また2.6 m（8フィート6インチ）の幅があり、ユーロパレットを効率的に運べるように設計された2.5 m（8フィート2インチ）幅のユーロシッピングコンテナを運ぶことができる。
W10限界
9フィート6インチ (2.9 m) の高さがあるハイキューブコンテナを標準の貨車に載せて運ぶことができる限界である。また2.5 m幅のユーロシッピングコンテナを運ぶこともできる。UIC A限界よりも大きい。
W11限界
ほとんど使われていない限界であるが、UIC B限界より大きい。
W12限界
W10限界よりわずかに大きく、2.6 mの高さのある冷蔵コンテナを運ぶことができる。
UIC GB+限界
CTRLと英仏海峡トンネルで採用されている限界で、ミッドランド本線でも採用する提案がされている。
2004年に車両限界の拡大のための戦略が採用され、2007年には「ネットワーク・レール貨物ルート利用戦略」が発表されて、W10限界まで車両限界を確保すべきであって、かつ構造物を更新する際にはW12限界を採用している多くの重要なルートを定義している。

### 北アメリカ

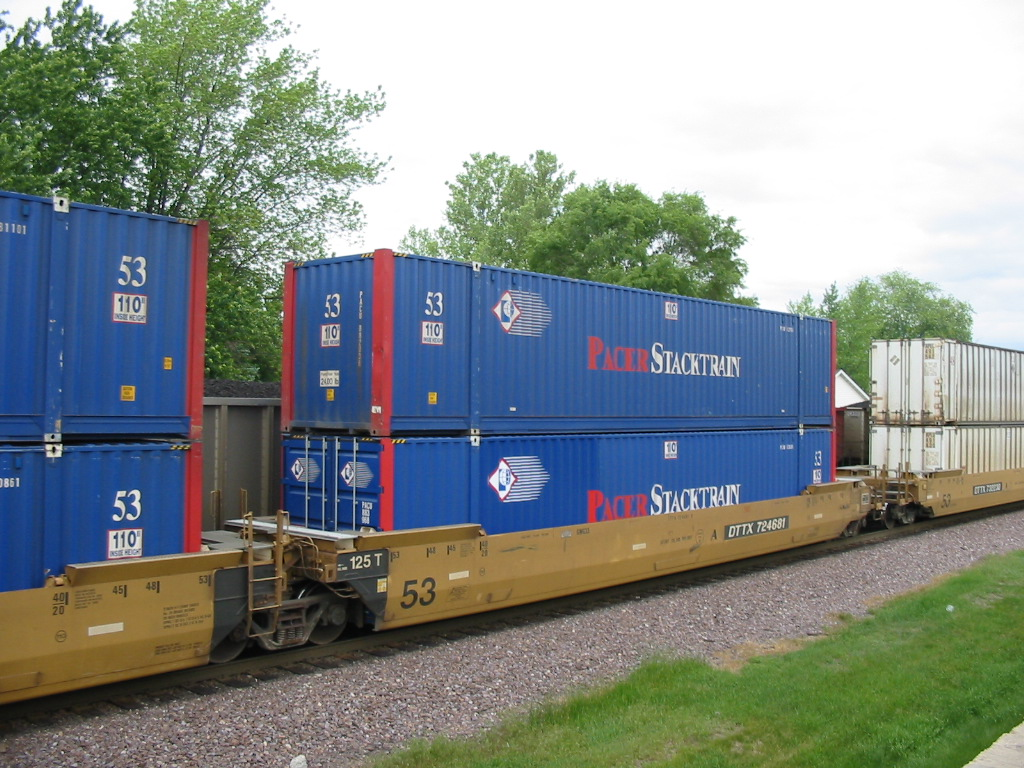
北アメリカでは一般的に使用されているダブルスタックカーが最大の車両限界高さを必要とする

北アメリカで貨車に適用されている車両限界は、アメリカ鉄道協会（AAR）の定めた標準に基づいている。もっともよく使われている標準はAARプレートBかAARプレートCであるが、これよりさらに高い車両限界も、ダブルスタックカーや車運車の運行を可能にするために選択された特定のルートに対して適用されている。

#### 貨車
AARプレートBでは、高さ15フィート1インチ（4,597 mm）、幅10フィート8インチ（3,251 mm）で台車の間隔（ボギーセンター間）は41フィート3インチ（12.573 m）と定められている。ボギーセンター間が41フィート3インチより長くなるにつれて、AARプレートB-1のグラフに従って幅の限界が狭められ
る。AARプレートCでは高さ15フィート6インチ（4,724 mm）、幅10フィート8インチ（3,251 mm）、ボギーセンター間は46フィート3インチ（14.097m）と定められている。ボギーセンターが間が46フィート3インチより長くなるにつれて、AARプレートC-1のグラフに従って幅の限界が狭められる。
ここに示したのは車両の最大高さと幅である。しかし、実際の車両限界は上部と下部が斜めに絞られており、この最大高さと幅で示される長方形のサイズが許容されるというわけではない。
プレートB
高さ15フィート1インチ (4.6 m)、幅10フィート8インチ (3.25 m)、ボギーセンター間41フィート3インチ (12.57 m)。このボギーセンター間距離を超えると、AARプレートB-1のグラフに従って車体幅が小さくなる。
プレートC
高さ15フィート6インチ (4.72 m)、幅10フィート8インチ (3.25 m)、ボギーセンター間46フィート3 インチ (14.1 m)。このボギーセンター間距離を超えると、AARプレートC-1のグラフに従って車体幅が小さくなる。
プレートD
高さ15フィート6インチ (4.6 m)、幅10フィート8インチ (3.25 m)。プレートBと最大値は同じであるが、断面は上部でプレートBよりかなり大きく、下部でも少し大きい。
プレートE
高さ15フィート9インチ (4.8 m)、幅10フィート8インチ (3.25 m)。
プレートF
高さ17フィート0インチ (5.18 m)、幅10フィート8インチ (3.25 m)。
プレートH
高さ20フィート2インチ (6.15 m)。ダブルスタックカー用。
プレートJ
幅9フィート11+3⁄8インチ (3.03 m)。特に長い長物車用。
プレートK
高さ20フィート2インチ (6.15 m)、幅10フィート8インチ (3.25 m)、車運車用。
技術的にはプレートBが今でも多くの路線で最大で、プレートCはかなり制限されている。しかしながら、高さ18フィート（5,486 mm）のピギーバック輸送車両、大型の有蓋車に始まり、後には車運車、航空機部品輸送車両や高さ20フィート2インチ（6,147 mm）のダブルスタックカーなどが登場するにつれて、プレートCよりもさらに高い車両限界で設計される路線が増えている。

#### 旅客車
北アメリカの旅客車両では、標準で幅10フィート6インチ（3,200 mm）、高さ14フィート6インチ（4,420 mm）、連結面間85フィート（25.908 m）、ボギーセンター間59フィート6インチ（18.136 m）、または連結面間86フィート（26.213 m）、ボギーセンター間60フィート（18.288 m）が適用されている。1940年代から1950年代にかけて、西部で高さは16フィート6インチ（5,029 mm）まで拡大され、展望ドーム付き車両やスーパーライナー、2階建て車両の運行を可能にした。

### 南アフリカ
南アフリカ共和国の鉄道では、1,065 mm狭軌（ケープゲージ）が採用されているが、車両限界は日本と同様に大きく取られており、主要幹線では最大幅は3,048 mm、最大高さは3,962 mm。もしくは1,065 mm軌間のバラスト軌道で、幅3,050 mm、高さ3,965 mm。

### その他3フィート6インチ軌間の国
同じ3フィート6インチ軌間でもニュージーランドやインドネシアは車両限界が日本や南アフリカに比べると小ぶりで、ニュージーランドは高さ3,502 mm・幅2,589 mm
、インドネシアの場合はこれより高い、がそれでも日本より20 cmほど低い。

### 車両限界表
各国の車両限界の値を表にして示す。その国で全国的な鉄道網を形成している路線において、もっとも一般的とされる値を示す。
| 国                                          | 軌間         | 最大幅         | 最大高さ       |
| ------------------------------------------- | ------------ | -------------- | -------------- |
| 日本（在来線）                              | 1,067        | 3,000          | 4,100          |
| 日本（地方鉄道）                            | 1,067or1,435 | 2,744          | 3,886          |
| 日本（地方鉄道）                            | 762          | 2,134          | 3,200          |
| 日本（新幹線）                              | 1,435        | 3,400          | 4,500          |
| 東アジア諸国                                | 1,435        | 3,400          | 4,500          |
| インド                                      | 1,676        | 3,250          | 4,140          |
| ヨーロッパ大陸（PPI限界（ベルン・ゲージ）） | 1,435        | 3,150          | 4,280          |
| イベリア半島                                | 1,668        | 3,274          | 4,300          |
| 英仏海峡トンネル                            | 1,435        | 4,100          | 5,600          |
| イギリス（一般）                            | 1,435        | 2,793          | 3,962~3,988    |
| イギリス（旧GWR路線）                       | 1,435        | 2,946          | 4,110          |
| 北アメリカ（AARプレートB）                  | 1,435        | 3,251          | 4,597          |
| 北アメリカ（AARプレートC）                  | 1,435        | 3,251          | 4,729          |
| 南アフリカ                                  | 1,065        | 3,048 or 3,050 | 3,962 or 3,965 |
| ニュージーランド                            | 1,067        | 2,589          | 3,502          |

## 道路の車両限界
道路において「車両限界」という用語はないが、日本では車両制限令（昭和36年7月17日政令第265号）や道路運送車両の保安基準（昭和26年7月28日運輸省令第67号）において、車両の幅、高さ等の限界値を定めている。ただし、道路交通の安全性とともに道路構造保全も目的とした数値であり、鉄道の車両限界の概念とは若干相違している。